# José María Rivero de Aguilar

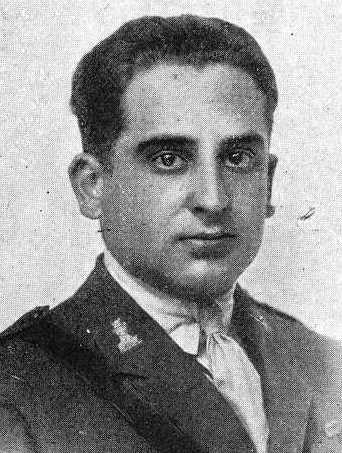
Retrato en Vida Gallega, 1925.

José María Rivero de Aguilar Otero (f. Ribasar, 19 de julio de 1972) fue un militar español.

## Biografía
Nacido en Santiago de Compostela, realizó su carrera en el cuerpo de ingenieros del Ejército. Llegó a participar en la guerra de África. Tras el estallido de la Guerra Civil se encuadró en las fuerzas sublevadas. En agosto de 1936 fue puesto al frente del Servicio Militar de Ferrocarriles, quedando a cargo de la coordinación ferroviaria en el territorio franquista durante el resto de la contienda. Durante la dictadura franquista ocupó diversos puestos. En enero de 1944 fue nombrado director general de RENFE. Posteriormente fue designado subsecretario del Ministerio de Obras Públicas, cargo que desempeñó entre agosto de 1951 y abril de 1955.